# Hamburg Challenger 2001
L'Hamburg Challenger 2001 è stato un torneo di tennis facente parte della categoria ATP Challenger Series nell'ambito dell'ATP Challenger Series 2001. Il torneo si è giocato a Amburgo in Germania dal 29 gennaio al 4 febbraio 2001 su campi in sintetico indoor.

## Vincitori

### Singolare
Michaël Llodra ha battuto in finale  Jan Vacek con il punteggio di 6–4, 6–3.

### Doppio
Julian Knowle /  Lorenzo Manta hanno battuto in finale  Karsten Braasch /  Jens Knippschild con il punteggio di 6–3, 7–6(4).